# ۵ سپتامبر
۵ سپتامبر در تقویم گرگوری، دویست و چهل و هشتمین (در سال‌های کبیسه دویست و چهل و نهمین) روز سال است. ۱۱۷ روز تا پایان سال باقی است.

## مناسبت
- روز بین المللی خیریه[۱]

## رویداد
- ۱۶۹۸ - وضع مالیت ریش توسط پتر کبیر در جریان غربی ساختن روسیه
- ۱۷۹۳ - آغاز عصر وحشت در فرانسه
- ۱۹۱۴ - نبرد نخست مارن پیروزی متفقین بر آلمان

## زادگان
- ۱۹۴۶ – فردی مرکوری، خواننده، نوازنده و آهنگساز گروه راک کوئین
- ۱۹۶۳ – تاکی اینوئه، رانندهٔ خودروهای مسابقه‌ای اهل ژاپن
- ۱۹۶۵ – دیوید برابام، رانندهٔ خودروهای مسابقه‌ای اهل استرالیا

## درگذشتگان
- ۹۸۹ - ابوبکر زبیدی، زبان‌شناس برجستهٔ عربی اندلسی
- ۱۰۷۱ - خطیب بغدادی، محدث، فقیه و تاریخ‌نگار عراقی
- ۱۱۶۲ - مؤید آلوسی، شاعر عراقی
- ۱۹۰۶ - لودویگ بولتزمن فیزیکدان و فلسفه‌دان اتریشی